# Jonas Reckermann
Jonas Reckermann (Rheine, 26 maggio 1979) è un ex giocatore di beach volley tedesco, campione olimpico a Londra 2012.

## Biografia
Ha debuttato nel circuito professionistico internazionale il 13 giugno 2001 a Santa Cruz de Tenerife, in Spagna, in coppia con Markus Dieckmann piazzandosi in 17ª posizione. Il 27 giugno 2004 ha ottenuto la sua prima vittoria nel World tour a Berlino, in Germania, sempre insieme a Markus Dieckmann. Nel massimo circuito FIVB ha trionfato per cinque volte con due partner differenti e nel 2009 ha concluso la classifica finale in prima posizione.
Ha preso parte a due edizioni dei Giochi olimpici: ad Atene 2004, dove si è classificato al nono posto con Markus Dieckmann, ed a Londra 2012, in quella che è stata la sua ultima competizione a livello internazionale, ha vinto la medaglia d'oro in coppia con Julius Brink.
Ha preso parte altresì a sei edizioni dei campionati mondiali, ottenendo medaglie in due occasioni: ha vinto l'oro a Stavanger 2009 ed il bronzo a Roma 2011 entrambe le volte in coppia con Julius Brink.
Ha vinto quattro medaglie d'oro ai campionati europei, arrivando primo a Basilea 2002 ed a Timmendorfer Strand 2004 insieme a Markus Dieckmann, nonché a Kristiansand 2011 ed a L'Aia 2012 in coppia con Julius Brink. Ha inoltre vinto l'argento a Alanya 2003 ed il bronzo a Mosca 2005, entrambe le volte con Markus Dieckmann.
Sempre a livello europeo, ma nelle categorie giovanili, può vantare una medaglia d'oro nella categoria under-23 a San Marino 2000 con David Klemperer.

## Palmarès

### Giochi olimpici
- 1 oro: a Londra 2012

### Campionati mondiali
- 1 oro: a Stavanger 2009
- 1 bronzo: a Roma 2011

### Campionati europei
- 4 ori: a Basilea 2002, a Timmendorfer Strand 2004, a Kristiansand 2011 ed a L'Aia 2012
- 1 argento: a Alanya 2003
- 1 bronzo: a Mosca 2005

### Campionati europei under-23
- 1 oro: a San Marino 2000

### World tour
- Vincitore per 1 volta della classifica generale: nel 2009
- 33 podi: 5 primi posti, 18 secondi posti e 10 terzi posti

#### World tour - vittorie
| Data              | Località       | Nazione  | in coppia con    |
| ----------------- | -------------- | -------- | ---------------- |
| 27 giugno 2004    | Berlino        | Germania | Markus Dieckmann |
| 26 settembre 2004 | Rio de Janeiro | Brasile  | Markus Dieckmann |
| 17 maggio 2009    | Roma           | Italia   | Julius Brink     |
| 12 luglio 2009    | Gstaad         | Svizzera | Julius Brink     |
| 19 luglio 2009    | Mosca          | Russia   | Julius Brink     |

#### World tour - trofei individuali
- 1 volta miglior giocatore a muro: nel 2009